# Arminio (Biber)
Arminio o Chi la Dura la Vince (Quien la sigue, la consigue) es una ópera ("Dramma musicale") - y la ópera que se conserva más antigua de Salzburgo - en tres actos sobre el héroe militar germánico Arminio, y la única ópera que se conserva compuesta por Heinrich Ignaz Franz Biber. Compuesta en torno a 1690-92, con un libreto en italiano probablemente de Francesco Maria Raffaelini. La partitura manuscrita se conserva en el Carolino Augusteum de Salzburgo.

## Personajes
| Personaje                                                | Tesitura        |
| -------------------------------------------------------- | --------------- |
| Arminio Un guerrero germánico                            | Bajo            |
| Calligola hijo de Germánico, enamorado de Segesta        | Alto            |
| Claudia enamorada de Caligola                            | Soprano         |
| Climmia aya de Giulia                                    | Tenor o Soprano |
| Erchino bufón de la corte, enamorado de Climmia          | Tenor           |
| Germánico un comandante romano, hijo adoptivo de Tiberio | Tenor           |
| Giulia enamorada de Caligola                             | Soprano         |
| Nerone hijo de Germánico, enamorado de Giulia            | Tenor           |
| Segesta esposa de Arminio                                | Soprano         |
| Seiano Prefecto de los pretorianos                       | Alto o Bajo     |
| Tiberio emperador de los romanos                         | bajo            |
| Vitellio un amigo de Germánico                           | Alto            |

## Sinopsis
- Tiempo y lugar: Roma durante el reinado del emperador Tiberio.

La ópera narra la historia de la esposa de Arminio, Thusnelda (Segesta) que se convierte en prisionera de Germánico.

## Grabación
H.I.F. Biber: Arminio, Salzburger Hofmusik, Il Dolcimelo.
- Director: Wolfgang Brunner
- Cantates:

Gotthold Schwarz/Bernhard Landauer/Irena Troupova/
Regina Schwarzer/Otto Rastbichler/Hermann Oswald/
Barbara Schlick/Gerd Turk/Xenia Meijer/
Florian Mehltretter/Gerd Kenda/Markus Forster.
- Fecha de la grabación: 1995
- Sello: CPO